# Mamadou Diakité
Mamadou Diakité (Rosny-sous-Bois, 22 maggio 1985) è un ex calciatore francese naturalizzato maliano, centrocampista.

## Carriera

### Nazionale
Ha partecipato ai Mondiali Under-20 del 2003.
Nel 2009 ha giocato una partita con la nazionale maggiore maliana.

## Palmarès

### Club

#### Competizioni nazionali
- Ligue 2: 1

Metz: 2006-2007
- Campionato cinese: 1

Beijing Guoan: 2009